# Tournoi de tennis de Nouvelle-Calédonie

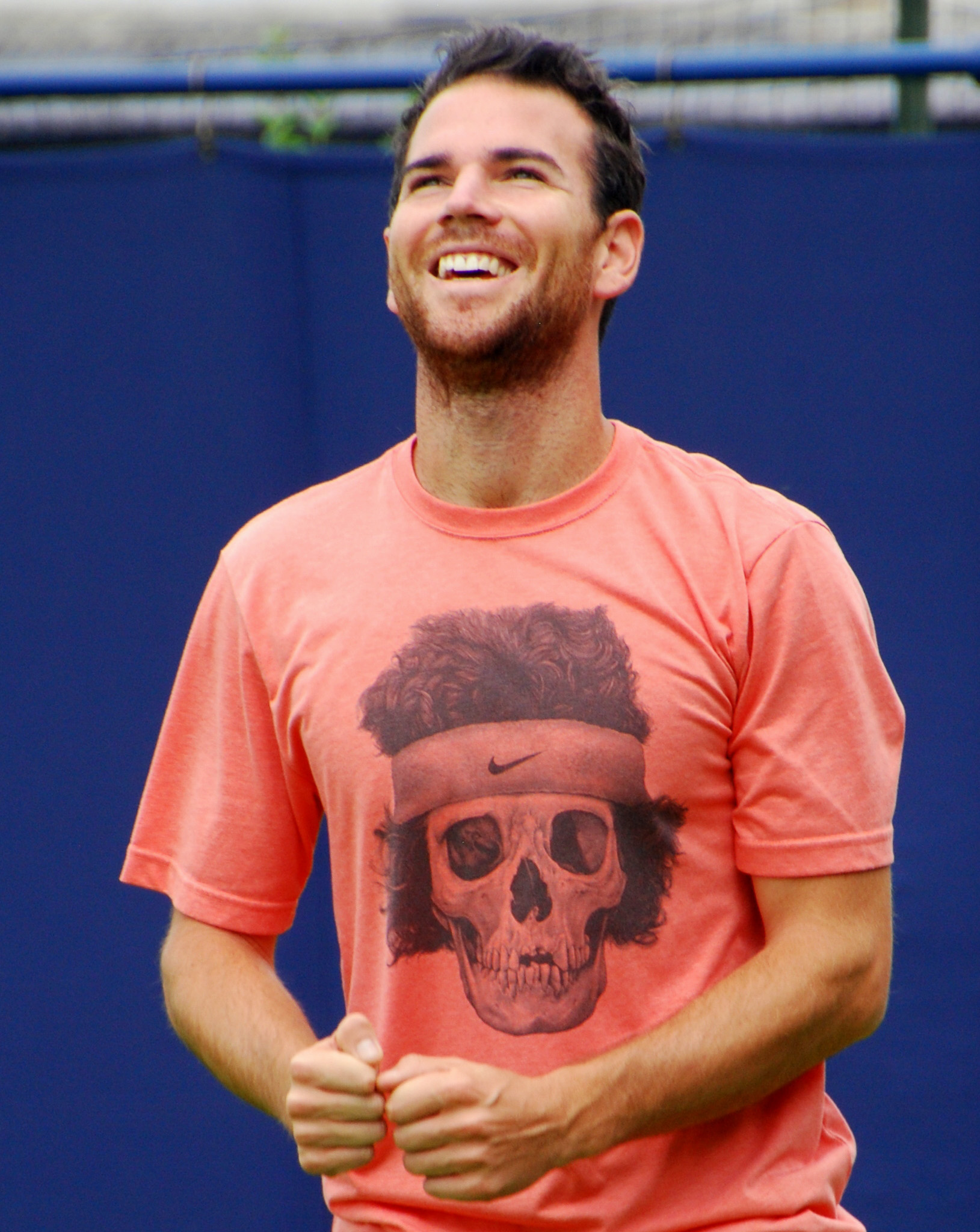
Adrian Mannarino a remporté trois titres dont deux successifs à Nouméa, en 2016 et 2017.

Le tournoi de Nouvelle-Calédonie (ou Internationaux de Nouvelle-Calédonie) est un tournoi international de tennis masculin du circuit professionnel Challenger. Il se déroule en extérieur sur dur et a lieu chaque année depuis 2004 à Nouméa en Nouvelle-Calédonie. Ce tournoi a généralement lieu la première semaine de janvier, ce qui en fait l'un des premiers tournois de la saison. À ce titre, il sert souvent de préparation pour l'Open d'Australie, qui se déroule la semaine suivante.

## Palmarès

### Simple
| Date       | Vainqueur                             | Finaliste                             | Score                                 |
| ---------- | ------------------------------------- | ------------------------------------- | ------------------------------------- |
| 05/01/2004 | Guillermo Cañas                       | Todd Reid                             | 6-4, 6-3                              |
| 03/01/2005 | Gilles Simon                          | Björn Phau                            | 6-3, 6-0                              |
| 02/01/2006 | Gilles Simon                          | Rik de Voest                          | 6-2, 5-7, 6-2                         |
| 02/01/2007 | Michael Russell                       | David Guez                            | 6-0, 6-1                              |
| 31/12/2008 | Flavio Cipolla                        | Stéphane Bohli                        | 6-4, 7-5                              |
| 05/01/2009 | Brendan Evans                         | Florian Mayer                         | 4-6, 6-3, 6-4                         |
| 03/01/2010 | Florian Mayer                         | Flavio Cipolla                        | 6-3, 6-0                              |
| 03/01/2011 | Vincent Millot                        | Gilles Müller                         | 7-66, 2-6, 6-4                        |
| 02/01/2012 | Jérémy Chardy                         | Adrián Menéndez-Maceiras              | 6-4, 6-3                              |
| 31/12/2012 | Adrian Mannarino                      | Andrej Martin                         | 6-4, 6-3                              |
| 30/12/2013 | Alejandro Falla                       | Steven Diez                           | 6-2, 6-2                              |
| 05/01/2015 | Steve Darcis                          | Adrián Menéndez-Maceiras              | 6-3, 6-2                              |
| 04/01/2016 | Adrian Mannarino                      | Alejandro Falla                       | 5-7, 6-2, 6-2                         |
| 02/01/2017 | Adrian Mannarino                      | Nikola Milojević                      | 6-3, 7-5                              |
| 01/01/2018 | Noah Rubin                            | Taylor Fritz                          | 7-5, 6-4                              |
| 31/12/2018 | Mikael Ymer                           | Noah Rubin                            | 6-3, 6-3                              |
| 06/01/2020 | Jeffrey John Wolf                     | Yuichi Sugita                         | 6-2, 6-2                              |
| 2021       | Édition annulée en raison du COVID-19 | Édition annulée en raison du COVID-19 | Édition annulée en raison du COVID-19 |
| 2022       | Édition annulée en raison du COVID-19 | Édition annulée en raison du COVID-19 | Édition annulée en raison du COVID-19 |
| 02/01/2023 | Paul Brancaccio                       | Laurent Lokoli                        | 4-6, 7-5, 6-2                         |
| 01/01/2024 | Arthur Cazaux                         | Enzo Couacaud                         | 6-1, 6-1                              |

### Double
| Date       | Vainqueurs                               | Finalistes                                  | Score                                   |
| ---------- | ---------------------------------------- | ------------------------------------------- | --------------------------------------- |
| 05/01/2004 | Ashley Fisher Stephen Huss               | Luke Bourgeois Vince Mellino                | 3-6, 6-4, 6-4                           |
| 03/01/2005 | Stephen Huss Wesley Moodie               | Jérôme Golmard Harel Levy                   | 6-3, 6-0                                |
| 02/01/2006 | Alex Bogomolov Todd Widom                | Lars Burgsmüller Denis Gremelmayr           | 3-6, 6-2, [10-6]                        |
| 02/01/2007 | Alex Kuznetsov Phillip Simmonds          | Thierry Ascione Édouard Roger-Vasselin      | 7-65, 6-3                               |
| 31/12/2008 | Flavio Cipolla Simone Vagnozzi           | Jan Mertl Martin Slanar                     | 6-4, 6-4                                |
| 05/01/2009 | Tableau non terminé pour cause de pluie  | Tableau non terminé pour cause de pluie     | Tableau non terminé pour cause de pluie |
| 03/01/2010 | Édouard Roger-Vasselin Nicolas Devilder  | Flavio Cipolla Simone Vagnozzi              | 5-7, 6-2, [10-6]                        |
| 03/01/2011 | Dominik Meffert Frederik Nielsen         | Flavio Cipolla Simone Vagnozzi              | 7-64, 5-7, [10-5]                       |
| 02/01/2012 | Sanchai Ratiwatana Sonchat Ratiwatana    | Axel Michon Guillaume Rufin                 | 6-0, 6-4                                |
| 30/12/2012 | Sam Groth Toshihide Matsui               | Artem Sitak Jose Statham                    | 7-66, 1-6, [10-4]                       |
| 31/12/2013 | Austin Krajicek Tennys Sandgren          | Ante Pavić Blaž Rola                        | 7-64, 6-3                               |
| 05/01/2015 | Austin Krajicek Tennys Sandgren          | Jarmere Jenkins Bradley Klahn               | 7-62, 65-7, [10-5]                      |
| 04/01/2016 | Julien Benneteau Édouard Roger-Vasselin  | Grégoire Barrère Tristan Lamasine           | 7-64, 3-6, [10-5]                       |
| 02/01/2017 | Quentin Halys Tristan Lamasine           | Adrián Menéndez-Maceiras Stefano Napolitano | 7-69, 6-1                               |
| 01/01/2018 | Hugo Nys Tim Pütz                        | Alejandro González Jaume Munar              | 6-2, 6-2                                |
| 31/12/2018 | Dustin Brown Donald Young                | André Göransson Sem Verbeek                 | 7-5, 6-4                                |
| 06/01/2020 | Andrea Pellegrino Mario Vilella Martínez | Luca Margaroli Andrea Vavassori             | 7-61, 3-6, [12-10]                      |
| 2021       | Édition annulée en raison du COVID-19    | Édition annulée en raison du COVID-19       | Édition annulée en raison du COVID-19   |
| 2022       | Édition annulée en raison du COVID-19    | Édition annulée en raison du COVID-19       | Édition annulée en raison du COVID-19   |
| 02/01/2023 | Colin Sinclair Jose Rubin Statham        | Toshihide Matsui Kaito Uesugi               | 6-4, 6-3                                |
| 01/01/2024 | Colin Sinclair Jose Rubin Statham        | Toshihide Matsui Calum Puttergill           | 7-5, 6-2                                |